# Technocosmos
A Technocosmos egy 85 méter magas óriáskerék, mely Cukuba (Ibaraki prefektúra, Japán) városában található.
Az óriáskerék az 1985-ös cukubai Világkiállításra épült, akkor a világ legmagasabb óriáskereke volt. A Világkiállítás ideje alatt kb. 3 millió utasa volt. 1989-ben aztán megépült Japánban a Cosmo Clock 21 óriáskerék, mely 107,5 méteres magasságával átvette ezt a pozíciót.
A Technocosmos teljes magassága 85 méter, kerékátmérője 82,5 méter. 48 gondolája egyenként nyolc utas befogadására képes, és egy fordulatot tizenöt perc alatt tesz meg. Gondoláiban napelemekkel működtetett légkondicionálás van.